# Procambarus
A Procambarus a felsőbbrendű rákok (Malacostraca) osztályának tízlábú rákok (Decapoda) rendjébe, ezen belül a Cambaridae családjába tartozó nem.

## Rendszerezés
A nembe az alábbi 16 alnem és 161 faj tartozik:
- Acucauda Hobbs, 1972 - 1 faj
  - Procambarus fitzpatricki Hobbs, 1972

- Austrocambarus Hobbs, 1972 - 20 faj
  - Procambarus acanthophorus Villalobos, 1948
  - Procambarus atkinsoni (Ortmann, 1913)
  - Procambarus catemacoensis Rojas, Alvarez & Villalobos, 2000
  - Procambarus citlaltepetl Rojas, Alvarez & Villalobos, 1999
  - Procambarus cubensis (Erichson, 1846)
  - Procambarus llamasi Villalobos, 1954
  - Procambarus mexicanus (Erichson, 1846)
  - Procambarus mirandai Villalobos, 1954
  - Procambarus niveus Hobbs & Villalobos, 1964
  - Procambarus oaxacae Hobbs, 1973
  - Procambarus olmecorum Hobbs, 1987
  - Procambarus pilosimanus (Ortmann, 1906)
  - Procambarus primaevus (Packard, 1880)
  - Procambarus rodriguezi Hobbs, 1943
  - Procambarus ruthveni Pearse, 1911
  - Procambarus sbordonii Hobbs, 1977
  - Procambarus vasquezae Villalobos, 1954
  - Procambarus veracruzanus Villalobos, 1954
  - Procambarus williamsoni (Ortmann, 1905)
  - Procambarus zapoapensis Villalobos, 1954

- Capillicambarus Hobbs, 1972 - 3 faj
  - Procambarus brazoriensis Albaugh, 1975
  - Procambarus hinei (Ortmann, 1905)
  - Procambarus incilis Pennington, 1962

- Girardiella Lyle, 1938 - 19 faj
  - Procambarus barbiger Fitzpatrick, 1978
  - Procambarus ceruleus Fitzpatrick & Wicksten, 1998
  - Procambarus cometes Fitzpatrick, 1978
  - Procambarus connus Fitzpatrick, 1978
  - Procambarus curdi Reimer, 1975
  - Procambarus ferrugineus Hobbs & Robison, 1988
  - Procambarus gracilis (Bundy, 1876)
  - Procambarus hagenianus (Faxon, 1884)
  - Procambarus kensleyi Hobbs, Jr., 1990
  - Procambarus liberorum Fitzpatrick, 1978
  - Procambarus nigrocinctus Hobbs, Jr., 1990
  - Procambarus parasimulans Hobbs & Robison, 1982
  - Procambarus pogum Fitzpatrick, 1978
  - Procambarus regalis Hobbs & Robison, 1988
  - Procambarus regiomontanus Villalobos, 1954
  - Procambarus reimeri Hobbs, 1979
  - Procambarus simulans (Faxon, 1884)
  - Procambarus steigmani Hobbs, Jr., 1991
  - Procambarus tulanei Penn, 1953

- Hagenides Hobbs, 1972 - 7 faj
  - Procambarus advena (LeConte, 1856)
  - Procambarus caritus Hobbs, 1981
  - Procambarus geodytes Hobbs, 1942
  - Procambarus pygmaeus Hobbs, 1942
  - Procambarus rogersi (Hobbs, 1938)
  - Procambarus talpoides Hobbs, 1981
  - Procambarus truculentus Hobbs, 1954

- Leconticambarus Hobbs, 1972 - 13 faj
  - floridai kék rák (Procambarus alleni) (Faxon, 1884)
  - Procambarus apalachicolae Hobbs, 1942
  - Procambarus barbatus (Faxon, 1890)
  - Procambarus capillatus Hobbs, 1971
  - Procambarus econfinae Hobbs, 1942
  - Procambarus escambiensis Hobbs, 1942
  - Procambarus hubbelli (Hobbs, 1940)
  - Procambarus kilbyi (Hobbs, 1940)
  - Procambarus latipleurum Hobbs, 1942
  - Procambarus milleri Hobbs, 1971
  - Procambarus pubischelae Hobbs, 1942
  - Procambarus rathbunae (Hobbs, 1940)
  - Procambarus shermani Hobbs, 1942

- Lonnbergius Hobbs, 1972 - 2 faj
  - Procambarus acherontis (Lönnberg, 1894)
  - Procambarus morrisi Hobbs, Jr. & Franz, 1991

- Mexicambarus Hobbs, 1972 - 1 faj
  - Procambarus bouvieri (Ortmann, 1909)

- Ortmannicus Fowler, 1912 - 55 faj
  - Procambarus acutissimus (Girard, 1852)
  - Procambarus acutus (Girard, 1852)
  - Procambarus ancylus Hobbs, 1958
  - Procambarus angustatus (LeConte, 1856)
  - Procambarus attiguus Hobbs, Jr. & Franz, 1992
  - Procambarus bivittatus Hobbs, 1942
  - Procambarus blandingii (Harlan, 1830)
  - Procambarus braswelli J. E. Cooper, 1998
  - Procambarus caballeroi Villalobos, 1944
  - Procambarus chacei Hobbs, 1958
  - Procambarus delicatus Hobbs & Franz, 1986
  - Procambarus enoplosternum Hobbs, 1947
  - Procambarus epicyrtus Hobbs, 1958
  - Procambarus erythrops Relyea & Sutton, 1975
  - Procambarus evermanni (Faxon, 1890)
  - Procambarus fallax (Hagen, 1870)
  - Procambarus franzi Hobbs & Lee, 1976
  - Procambarus geminus Hobbs, 1975
  - Procambarus gonopodocristatus Villalobos, 1958
  - Procambarus hayi (Faxon, 1884)
  - Procambarus hirsutus Hobbs, 1958
  - Procambarus horsti Hobbs & Means, 1972
  - Procambarus hybus Hobbs & Walton, 1957
  - Procambarus jaculus Hobbs & Walton, 1957
  - Procambarus lecontei (Hagen, 1870)
  - Procambarus leitheuseri Franz & Hobbs, 1983
  - Procambarus leonensis Hobbs, 1942
  - Procambarus lepidodactylus Hobbs, 1947
  - Procambarus lewisi Hobbs & Walton, 1959
  - Procambarus litosternum Hobbs, 1947
  - Procambarus lophotus Hobbs & Walton, 1960
  - Procambarus lucifugus (Hobbs, 1940)
  - Procambarus lunzi (Hobbs, 1940)
  - Procambarus mancus Hobbs & Walton, 1957
  - Procambarus marthae Hobbs, 1975
  - Procambarus medialis Hobbs, 1975
  - Procambarus nechesae Hobbs, Jr., 1990
  - Procambarus nueces Hobbs, Jr. & Hobbs III, 1995
  - Procambarus orcinus Hobbs & Means, 1972
  - Procambarus pallidus (Hobbs, 1940)
  - Procambarus pearsei (Creaser, 1934)
  - Procambarus pictus (Hobbs, 1940)
  - Procambarus planirostris Penn, 1953
  - Procambarus plumimanus Hobbs & Walton, 1958
  - Procambarus pubescens (Faxon, 1884)
  - Procambarus pycnogonopodus Hobbs, 1942
  - Procambarus seminolae Hobbs, 1942
  - Procambarus texanus Hobbs, 1971
  - Procambarus toltecae Hobbs, 1943
  - Procambarus verrucosus Hobbs, 1952
  - Procambarus viaeviridis (Faxon, 1914)
  - Procambarus villalobosi Hobbs, 1969
  - Procambarus xilitlae Hobbs & Grubbs, 1982
  - Procambarus youngi Hobbs, 1942
  - Procambarus zonangulus Hobbs, Jr. & Hobbs III, 1990

- Paracambarus Ortmann, 1906 - 2 faj
  - Procambarus ortmannii Villalobos, 1949
  - Procambarus paradoxus (Ortmann, 1906)

- Pennides Hobbs, 1972 - 19 faj
  - Procambarus ablusus Penn, 1963
  - Procambarus clemmeri Hobbs, 1975
  - Procambarus dupratzi Penn, 1953
  - Procambarus echinatus Hobbs, 1956
  - Procambarus elegans Hobbs, 1969
  - Procambarus gibbus Hobbs, 1969
  - Procambarus lagniappe Black, 1968
  - Procambarus lylei Fitzpatrick & Hobbs, 1971
  - Procambarus natchitochae Penn, 1953
  - Procambarus ouachitae Penn, 1956
  - Procambarus pentastylus Walls & Black, 2008
  - Procambarus penni Hobbs, 1951
  - Procambarus petersi Hobbs, 1981
  - Procambarus raneyi Hobbs, 1953
  - Procambarus roberti Villalobos & Hobbs, 1974
  - Procambarus spiculifer (LeConte, 1856)
  - Procambarus suttkusi Hobbs, 1953
  - Procambarus versutus (Hagen, 1870)
  - Procambarus vioscai Penn, 1946

- Procambarus Ortmann, 1905 - 1 faj
  - Procambarus digueti (Bouvier, 1897)

- Remoticambarus Hobbs, 1972 - 1 faj
  - Procambarus pecki Hobbs, 1967

- Scapulicambarus Hobbs, 1972 - 6 faj
  - kaliforniai vörösrák (Procambarus clarkii) (Girard, 1852)
  - Procambarus howellae Hobbs, 1952
  - Procambarus okaloosae Hobbs, 1942
  - Procambarus paeninsulanus (Faxon, 1914)
  - Procambarus strenthi Hobbs, 1977
  - Procambarus troglodytes (LeConte, 1856)

- Tenuicambarus Hobbs, 1972 - 1 faj
  - Procambarus tenuis Hobbs, 1950

- Villalobosus Hobbs, 1972 - 10 faj
  - Procambarus contrerasi (Creaser, 1931)
  - Procambarus cuetzalanae Hobbs, 1982
  - Procambarus erichsoni Villalobos, 1950
  - Procambarus hoffmanni (Villalobos, 1944)
  - Procambarus hortonhobbsi Villalobos, 1950
  - Procambarus riojai (Villalobos, 1944)
  - Procambarus teziutlanensis (Villalobos, 1947)
  - Procambarus tlapacoyanensis (Villalobos, 1947)
  - Procambarus xochitlanae Hobbs, 1975
  - Procambarus zihuateutlensis Villalobos, 1950

## Fordítás
- Ez a szócikk részben vagy egészben  a   Procambarus című angol Wikipédia-szócikk ezen változatának fordításán alapul.  Az eredeti cikk szerkesztőit annak laptörténete sorolja fel. Ez a jelzés csupán a megfogalmazás eredetét és a szerzői jogokat jelzi, nem szolgál a cikkben szereplő információk forrásmegjelöléseként.